# سيرجيو سانشيز (لاعب رماية)
سيرجيو سانشيز (بالإسبانية: Sergio Sánchez)‏ هو رياضي خماسي غواتيمالي، ولد في 22 أغسطس 1970.

## وصلات خارجية
- سيرجيو سانشيز على موقع أوليمبيديا (الإنجليزية)